# Saint-Just-d'Avray
Saint-Just-d'Avray é uma comuna francesa na região administrativa de Auvérnia-Ródano-Alpes, no departamento de Ródano. Estende-se por uma área de 17,5 km². Em 2010 a comuna tinha 769 habitantes (densidade: 43,9 hab./km²).